# Smeringopus roeweri
Smeringopus roeweri är en spindelart som beskrevs av Kraus 1957. Smeringopus roeweri ingår i släktet Smeringopus och familjen dallerspindlar.
Artens utbredningsområde är Rwanda. Inga underarter finns listade i Catalogue of Life.